# Trávnik
Trávnik es un municipio del distrito de Komárno en la región de Nitra, Eslovaquia. Tiene una población estimada, a fines de 2020, de 700 habitantes. 
Se encuentra ubicado al suroeste de la región, cerca de los ríos Danubio y Váh, y de la frontera con Hungría.

## Demografía
| Año        | 1994 | 2004    | 2014    | 2024     |
| ---------- | ---- | ------- | ------- | -------- |
| Población  | 749  | 676     | 725     | 642      |
| Diferencia |      | −9,74 % | +7,24 % | −11,44 % |

| Año        | 2023 | 2024    |
| ---------- | ---- | ------- |
| Población  | 657  | 642     |
| Diferencia |      | −2,28 % |